# Зейд-Кеннемерланд (національний парк)
Національний парк Зейд-Кеннемерланд (гол. Nationaal Park Zuid-Kennemerland) — заповідна територія на західному узбережжі провінції Північна Голландія. Він був заснований в 1995 році.

## Історія

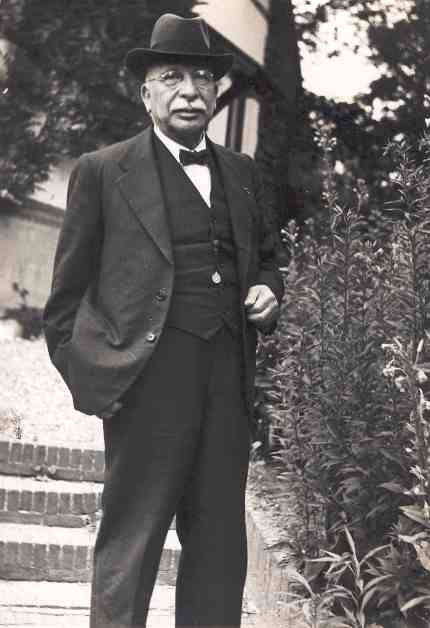
Як. П. Тейссе

Голландський природоохоронець Як. П. Тейссе вперше написав про можливе створення національного парку між Блумендалем і Нордзее-каналом у 1944 році. В результаті в 1950 році був заснований національний парк Де Кеннемердуйнен.
Національний парк Зейд-Кеннемерланд був заснований у 1995 році. Він охоплював Кеннемердуйнен, кілька природних заповідників, якими керує Vereniging Natuurmonumenten, і деякі інші території.

## Географія
Парк розташований на захід від Гарлема в провінції Північна Голландія на заході Нідерландів. Розташоване в муніципалітетах Блумендал, Велзен і Зандворт Він включає південну частину регіону, відомого як Кеннемерленд.
Південний Кеннемерленд характеризується піщаними дюнами. Парк площею близько 38 квадратних кілометрів (15 миля2) за розміром також включає деякі маєтки, ліси на околицях дюн і прибережні пляжі. Раніше дюни були вододілом для міста Гарлем. Великі суми були отримані за використання. У 2003 році цю діяльність було припинено, що дозволило бульбашці підземних вод знову вирости. Існує невелика громадська зона для купання, відкрита влітку в місці під назвою Wed на дорозі між Блумендалем та Зандвортом. Потяг із Зандворта до Амстердама їде через парк.
Парк межує з Амстердамськими водопровідними дюнами (Amsterdamse Waterleidingduinen), ще одним великим заповідником, що належить Амстердаму. Цей заповідник приблизно такого ж розміру, зі схожою екосистемою та дикою природою; разом вони утворюють одну велику екосистему дюн.

## Управління
Парк належить і спільно управляється Vereniging Natuurmonumenten (Асоціація природних пам'яток), Державним лісовим господарством, PWN (Компанія водопостачання Північної Голландії), провінцією Північна Голландія, IVN, а також навколишніми муніципалітетами та приватними власниками.

## Відвідувачі
У 2008 році парк відвідало 1,8 мільйона відвідувачів.
Центр для відвідувачів розташований за адресою Zeeweg 12 в Овервені, називається De Kennemerduinen, поруч із парковкою Koevlak.

## Біологія

### Флора

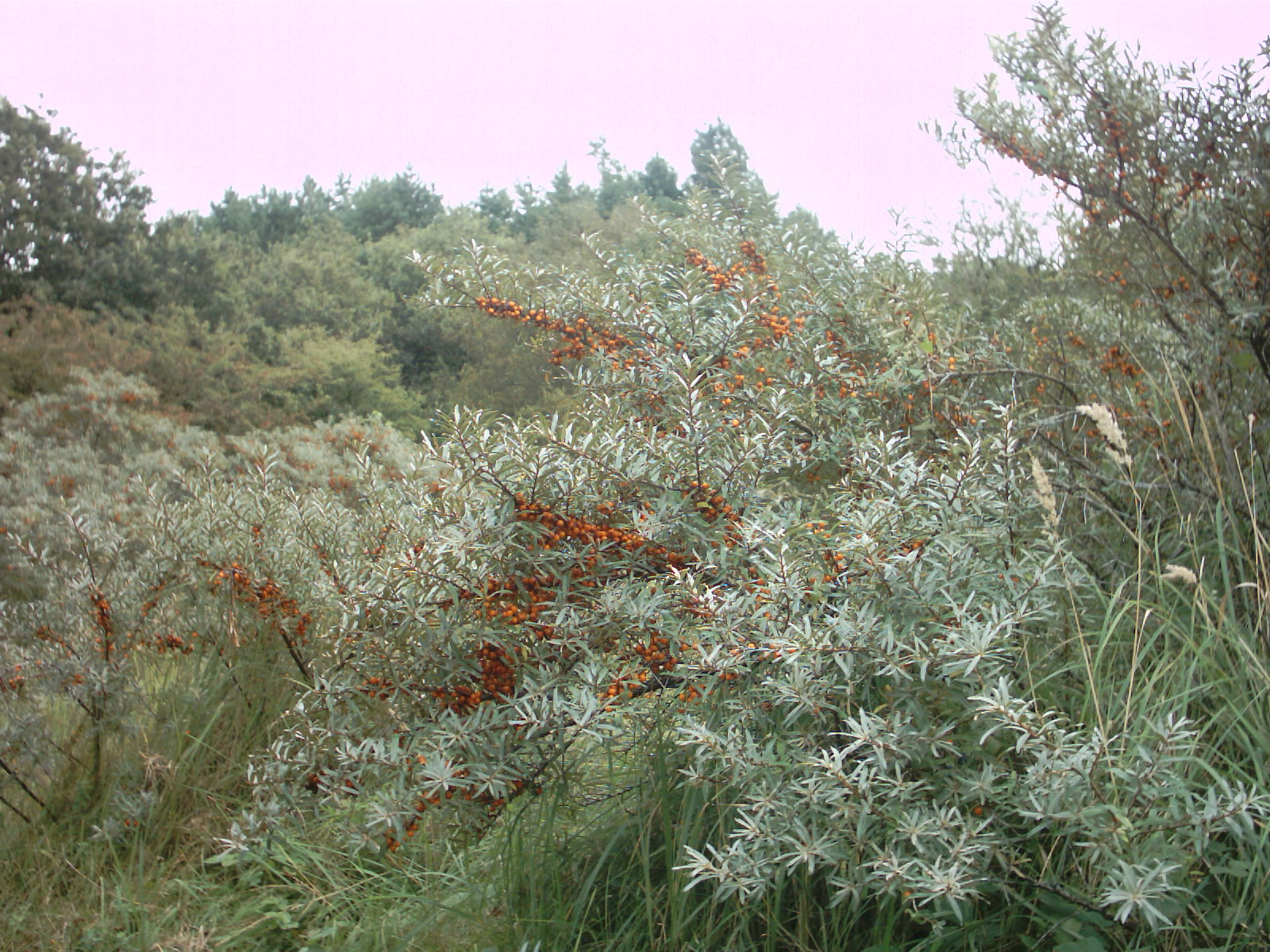
Обліпиха в парку

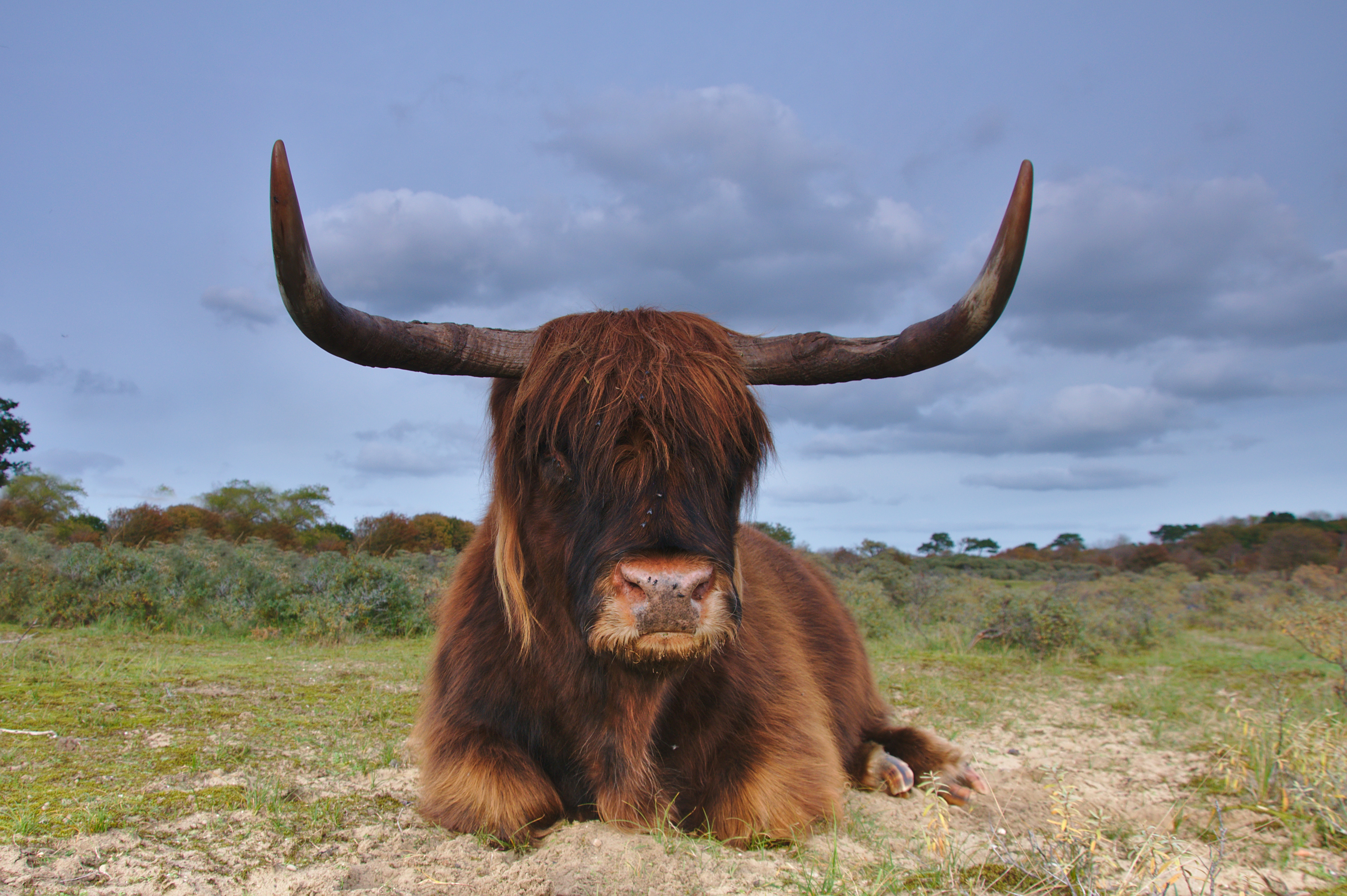
Високогірна худоба в парку

Дюни багаті на вапно, що сприяє росту кільком видам рослин, які зрідка трапляються в Нідерландах. Внутрішні дюни вкриті бакцивітними чагарниками, що приваблюють різноманітних співочих птахів.
Близько 800 різних видів рослин, які ростуть у районі дюн Південного Кеннемерланда, представлені в Thijsse's Hof (Сад Тіссе) у Блумендалі. Цей сад дикої природи був заснований у 1925 році і є найстарішим у Нідерландах.

### Тваринний світ
У парку спостерігали понад 100 видів птахів, а також близько 20 видів метеликів.
Із ссавців у парку мешкають лань, сарна, виврка, їжак європейський, кролик європейський, лисиця звичайна.
Окрім великої рогатої худоби Гайленд, Шетландських поні та Коника, навесні 2007 року було розпочато експеримент із випуску невеликої кількості зубрів. Ці європейські зубри могли бути небезпечними для людей, тому їх випустили в недоступну для громадськості територію. За зубрами можна спостерігати зі спеціально побудованого оглядового майданчика, пішохідної доріжки (закрито з 1 березня по 1 вересня та під час екскурсій).
Разом із заповідником Амстердамські водопровідні дюни цей парк потенційно може бути придатним місцем існування для вовків (які можуть допомогти впоратися з популяціями оленів природним шляхом), кажуть численні експерти з вовків, у тому числі фахівці з розвитку природи ковчега, які тісно співпрацюють з парком і з найбільшою організацію вовків у Нідерландах: «wolven in Nederland».
Парк також зацікавлений у можливості реінтродукції рисей, щоб допомогти популяції оленів. Майбутній звичайний шакал також може знайти парк уперше.

Вид на Вогельмер (Пташине озеро) та околиці